# LML Beamer
Die LML Beamer war ein ab Oktober 2004 produziertes 150-cm3-Motorradmodell des indischen Herstellers LML (Lohia Machinery Limited). Das Modell wurde kurz nach der LML Graptor auf den heimischen Markt gebracht. Beide 150-cm3-Modelle ergänzten die Leichtkraftradpalette LML Freedom auf dem heimischen Markt in der für Indien typischen 150-cm3-Klasse. Mit der Werksschließung im Februar 2006 wurde die Produktion der LML Beamer eingestellt.

## Modellbeschreibung
Das Fahrzeug ist ein unverkleidetes Motorrad und verfügt über einen luftgekühlten Einzylinder-Viertaktmotor mit einem Hubraum von 150,58 cm3. Die maximale Motorleistung wird mit 10,1 kW bzw. 13,7 PS bei einer Umdrehung von 8.000 min−1 angegeben. Das maximale Drehmoment von 13 Nm wird bei einer Umdrehung von 5.500 min−1 erreicht. Die Kraftübertragung erfolgt über ein fußgeschaltetes 5-Gang-Getriebe. Das Leergewicht beträgt 136 kg, hinzu kommt ein Tankvermögen von 17 l. Gebremst wird das Fahrzeug vorne über eine gelochte Scheibenbremse und hinten über eine Trommelbremse. Die Höchstgeschwindigkeit beträgt rund 115 km/h.